# Himantia candida
Himantia candida är en svampart som först beskrevs av William Hudson, och fick sitt nu gällande namn av Christiaan Hendrik Persoon 1801. Himantia candida ingår i släktet Himantia och familjen Physalacriaceae.   Inga underarter finns listade i Catalogue of Life.